# Kruceneț, Cerneahiv
Kruceneț (în ucraineană Крученець) este un sat în comuna Ksaverivka din raionul Cerneahiv, regiunea Jîtomîr, Ucraina.

## Demografie
Componența lingvistică a localității Kruceneț
     Ucraineană (98,8%)
     Rusă (1,2%)
Conform recensământului din 2001, majoritatea populației localității Kruceneț era vorbitoare de ucraineană (98,8%), existând în minoritate și vorbitori de rusă (1,2%).